# Damage-associated molecular Patterns
Damage-associated molecular pattern (DAMP, englisch für „Schaden-assoziierte molekulare Muster“, auch englisch danger-associated molecular patterns, danger signals, alarmins) bezeichnen in der Biochemie und Immunologie molekulare Strukturen, die bei Zellschäden (Apoptose, Nekrose, Ferroptose, Pyroptose) und Infektionen auftreten und eine angeborene Immunantwort auslösen.

## Eigenschaften
Im Gegensatz zu den PAMPs (Pathogen-assoziierte molekulare Muster) sind DAMPs zelleigene Molekülstrukturen, die von einer beschädigten Zelle freigesetzt werden und die angeborene Immunantwort im Schadensfall aktivieren. Durch die Bindung des DAMPs an einen DAMP-Rezeptor entsteht eine Entzündungsreaktion mit erhöhter Autophagie. Aufgrund ihrer entzündungsverstärkenden Wirkung sind manche DAMPs an manchen Formen der Immunpathogenese beteiligt, beispielsweise unter Beteiligung von neutrophil extracellular Traps, oder bei Autoimmunerkrankungen.

## Menschen
| Ursprung                     | Zellkompartiment            | DAMPs                         | Rezeptoren                     |
| ---------------------------- | --------------------------- | ----------------------------- | ------------------------------ |
| Extrazelluläre Matrix        |                             | Biglycan                      | TLR2, TLR4, NLRP3              |
|                              |                             | Decorin                       | TLR2, TLR4                     |
|                              |                             | Versican                      | TLR2, TLR6, CD14               |
|                              |                             | LMW-Hyaluronan                | TLR2, TLR4, NLRP3              |
|                              |                             | Heparansulfat                 | TLR4                           |
|                              |                             | Fibronectin (EDA-Domäne)      | TLR4                           |
|                              |                             | Fibrinogen                    | TLR4                           |
|                              |                             | Tenascin C                    | TLR4                           |
| Intrazelluläre Kompartimente | Zytosol                     | Harnsäure                     | NLRP3, P2X7                    |
|                              |                             | S100-Proteine                 | TLR2, TLR4, RAGE               |
|                              |                             | Hitzeschockproteine           | TLR2, TLR4, CD91               |
|                              |                             | ATP                           | P2X7, P2Y2                     |
|                              |                             | F-Aktin                       | DNGR-1                         |
|                              |                             | Cyclophilin A                 | CD147                          |
|                              |                             | Aβ                            | TLR2, NLRP1, NLRP3, CD36, RAGE |
|                              | Zellkern                    | Histone                       | TLR2, TLR4                     |
|                              |                             | HMGB1                         | TLR2, TLR4, RAGE               |
|                              |                             | HMGN1                         | TLR4                           |
|                              |                             | IL-1α                         | IL-1R                          |
|                              |                             | IL-33                         | ST2                            |
|                              |                             | SAP130                        | Mincle                         |
|                              |                             | DNA                           | TLR9, AIM2                     |
|                              |                             | RNA                           | TLR3, TLR7, TLR8, RIG-I, MDA5  |
|                              | Mitochondrien               | mtDNA                         | TLR9                           |
|                              |                             | TFAM                          | RAGE                           |
|                              |                             | Formylpeptide                 | FPR1                           |
|                              |                             | mROS                          | NLRP3                          |
|                              | Endoplasmatisches Retikulum | Calreticulin                  | CD91                           |
|                              | Granula                     | Defensine                     | TLR4                           |
|                              |                             | Cathelicidin (LL37)           | P2X7, FPR2                     |
|                              |                             | Eosinophil-derived neurotoxin | TLR2                           |
|                              |                             | Granulysin                    | TLR4                           |
|                              | Plasmamembran               | Syndecane                     | TLR4                           |
|                              |                             | Glypicane                     | TLR4                           |

## Pflanzen
| Kategorie                                  | DAMP                       | Molekular Struktur                                                                        | Ursprung oder Vorläufer                           | Rezeptor oder Signalmolekül        | Pflanzen                                               |
| Epidermis Cuticula                         | Cutinmonomere              | C16 and C18 Hydroxy- und Epoxy-Fettsäuren                                                 | Epidermis-Cuticula                                | Unbekannt                          | Arabidopsis thaliana, Solanum lycopersicum             |
| Zellwand-Polysaccharid-Abbauprodukte       | OG                         | Polymere von 10–15 α-1-4-verknüpfter GalA                                                 | Zellwand-Pektin                                   | WAK1 (A. thaliana)                 | A. thaliana, G. max, N. tabacum                        |
|                                            | Cellobioseoligomere        | Polymere von 2-7 β-1,4-verknüpfter Glucoses                                               | Zellwand-Zellulose                                | Unbekannt                          | A. thaliana                                            |
|                                            | Xyloglucan-Oligosaccharide | Polymere von β-1,4-verknüpfter Glucose mit Xylose, Galactose und Fructose als Seitenkette | Zellwand-Hemicellulose                            | Unbekannt                          | A. thaliana, Vitis vinifera                            |
|                                            | Methanol                   | Methanol                                                                                  | Zellwand-Pektin                                   | Unbekannt                          | A. thaliana, Nicotiana tabacum                         |
| Apoplastische Peptide und Proteine         | CAPE1                      | 11-Aminosäuren-Peptide                                                                    | Apoplastisches PR1                                | Unbekannt                          | A. thaliana, S. lycopersicum                           |
|                                            | GmSUBPEP                   | 12-Aminosäuren-Peptid                                                                     | Apoplastische Subtilase                           | Unbekannt                          | Glycine max                                            |
|                                            | GRIp                       | 11-Aminosäuren-Peptid                                                                     | Zytosolisches GRI                                 | PRK5                               | A. thaliana                                            |
|                                            | Systemin                   | 18-Aminosäuren-Peptid (S. lycopersicum)                                                   | Zytosolisches Prosystemin                         | SYR1/2 (S. lycopersicum)           | Manche Nachtschattenarten                              |
|                                            | HypSys                     | 15-, 18- oder 20-Aminosäuren-Peptide                                                      | Apoplastisches oder zytosolisches preproHypSys    | Unbekannt                          | Some Solanaceae species                                |
|                                            | Peps                       | 23~36-Aminosäuren-Peptide (A. thaliana)                                                   | Zytosolische und vakuoläre PROPEPs                | PEPR1/2 (A. thaliana)              | A. thaliana, Zea mays, S. lycopersicum, Oryza sativa   |
|                                            | PIP1/2                     | 11-Aminosäuren-Peptide                                                                    | Apoplastisches preproPIP1/2                       | RLK7                               | A. thaliana                                            |
|                                            | GmPep914/890               | 8-aa peptide                                                                              | Apoplastisches oder zytosolisches GmproPep914/890 | Unbekannt                          | G. max                                                 |
|                                            | Zip1                       | 17-Aminosäuren-Peptid                                                                     | Apoplastisches PROZIP1                            | Unbekannt                          | Z. mays                                                |
|                                            | IDL6p                      | 11-Aminosäuren-Peptid                                                                     | Apoplastische oder zytosolische IDL6-Vorläufer    | HEA/HSL2                           | A. thaliana                                            |
|                                            | RALFs                      | ~50-Aminsäuren Cystein-reiche Peptide                                                     | Apoplastische oder zytosolische RALF-Vorläufer    | FER (A. thaliana)                  | A. thaliana, N. tabacum, S. lycopersicum               |
|                                            | PSKs                       | 5-Aminosäuren-Peptid                                                                      | Apoplastische oder zytosolische PSK-Vorläufer     | PSKR1/2 (A. thaliana)              | A. thaliana, S. lycopersicum                           |
|                                            | HMGB3                      | HMGB3 protein                                                                             | HMGB3                                             | Unbekannt                          | A. thaliana                                            |
|                                            | Inceptin                   | 11-Aminosäuren-Peptid                                                                     | Chloroplastic ATP synthase γ-subunit              | Unbekannt                          | Vigna unguiculata                                      |
| Extrazelluläre Nukleotide                  | eATP                       | ATP                                                                                       | Zytosolisches ATP                                 | DORN1/P2K1 (A. thaliana)           | A. thaliana, N. tabacum                                |
|                                            | eNAD(P)                    | NAD(P)                                                                                    | Zytosolisches NAD(P)                              | LecRK-I.8                          | A. thaliana                                            |
|                                            | eDNA                       | DNA-Fragmente < 700 bp                                                                    | DNA                                               | Unbekannt                          | Phaseolus vulgaris, P. lunatus, Pisum sativum, Z. mays |
| Extrazelluläre Zucker                      | Extrazelluläre Zucker      | Saccharose, Glucose, Fructose, Maltose                                                    | Zytosolische Zucker                               | RGS1 (A. thaliana)                 | A. thaliana, N. tabacum, Solanum tuberosum             |
| Extrazelluläre Aminosäuren und Glutathione | Proteinogene Aminosäuren   | Glutaminsäure, Cystein, Histidin, Asparaginsäure                                          | Zytosolische Aminosäuren                          | GLR3.3/3.6 or others (A. thaliana) | A. thaliana, S. lycopersicum, Oryza sativa             |
|                                            | Glutathion                 | Glutathion                                                                                | Zytosolisches Glutathione                         | GLR3.3/3.6 (A. thaliana)           | A. thaliana                                            |